# Filadelfia-Chalkidonia
Filadelfia-Chalkidonia (in greco Φιλαδέλφεια-Χαλκηδόνα?) è un comune della Grecia situato nella periferia dell'Attica (unità periferica di Atene Centrale) con 35.607 abitanti secondo i dati del censimento 2001.
È stato istituito a seguito della riforma amministrativa detta Programma Callicrate in vigore dal gennaio 2011 che ha abolito le prefetture e accorpato numerosi comuni.